# 烏丸光広

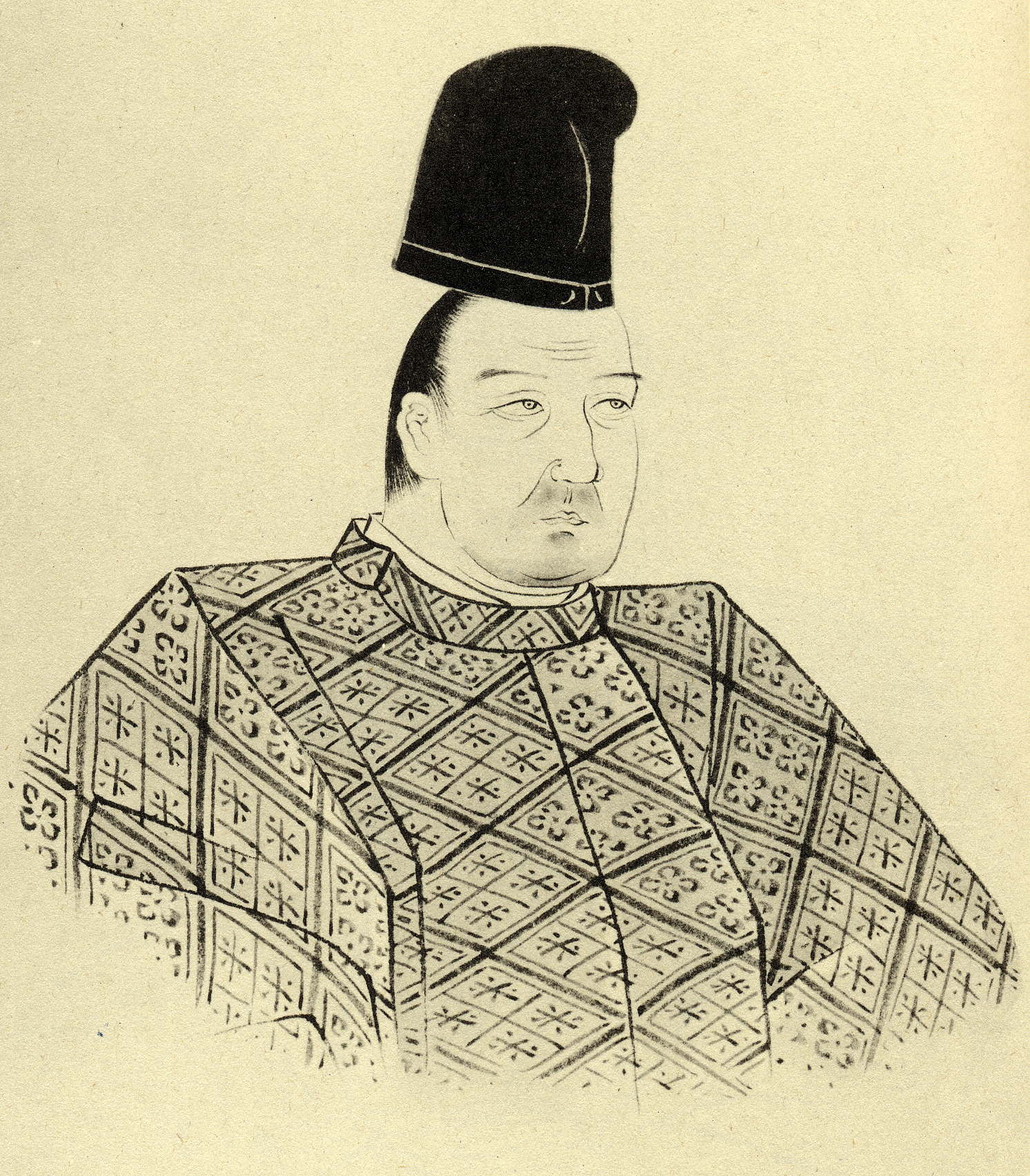
烏丸光広『国文学名家肖像集』

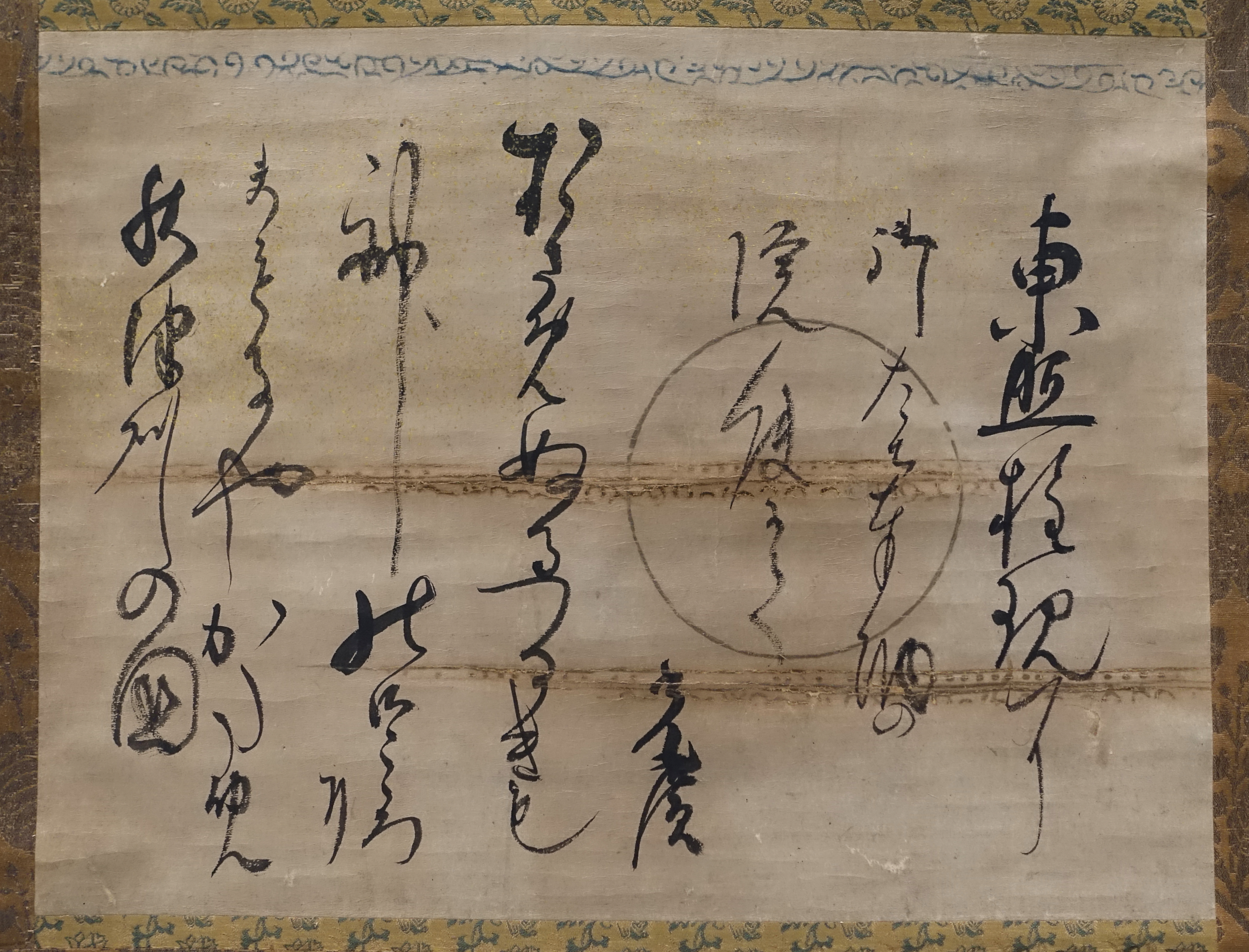
烏丸光広筆和歌（東照権現に 御たち奉納の院使にて 光広 おさめぬるつるぎも 神の御こころに まもるやかため 秋津州の国）

烏丸 光広（からすまる みつひろ）は、江戸時代前期の公卿・歌人・能書家。准大臣烏丸光宣の長男。官位は正二位権大納言。細川幽斎から古今伝授を受けて二条派歌学を究め、歌道の復興に力を注いだ。

## 生涯
天正7年（1579年）に准大臣・烏丸光宣の長男として誕生。母は不詳。
経済的に恵まれた環境のもと、同9年（1581年）わずか3歳で従五位下に叙された。弁官や蔵人頭を経て、慶長11年（1606年）1月参議に任じられて公卿に列したが、同14年（1609年）7月に起きた猪熊事件（侍従猪熊教利による女官密通事件）に連座して後陽成天皇の勅勘を蒙り、官を止められて蟄居を命じられた。同16年（1611年）4月に勅免されて還任し、元和2年（1616年）2月権大納言に進み、同6年（1620年）1月正二位に昇ったが、これ以降官位の昇進は見られず、寛永15年（1638年）7月13日に薨去。享年60。初め西賀茂霊源寺に葬られたが、寛文3年（1663年）7月洛西太秦の法雲院に移された。法名は法雲院泰翁宗山。伝記に孫・資慶による『烏丸光広卿行状』がある。
後水尾上皇からの信任厚く、公武間の連絡上重要な人物として事あるごとに江戸に下り、公卿の中でも特に江戸幕府側に好意を寄せていた。また、自由闊達な性格で逸話にも富み、多才多芸な宮廷文化人として、和歌や書を得意とした。とりわけ和歌は慶長8年（1603年）に細川幽斎から古今伝授を受けて二条派歌学を究め、将軍・徳川家光の歌道指南役をも勤めている。書については、大変ユニークではあったが、寛永の三筆に決して劣らず、光広流と称される。本阿弥光悦や俵屋宗達など江戸の文化人と交流があり、また、清原宣賢に儒学を学び、沢庵宗彭・一糸文守に帰依して禅をも修めた。

## 作品
歌集に『黄葉和歌集』、著書に『耳底記』・『あづまの道の記』・『日光山紀行』・『春のあけぼのの記』、仮名草子に『目覚草』などがある。また、俵屋宗達筆による『細道屏風』に画賛を記しているが、この他にも宗達作品への賛をしばしば書いている。公卿で宗達絵に賛をしている人は珍しい。書作品として著名なものに、『東行記』などがある。

### 東行記
『東行記』（とうこうき）1巻は、東下りの際に書かれた紀行文である。色変わりの淡い染紙を継いだ料紙を用い、その奔放な書風は、いかにも桃山的な大らかさをもっている。

## 光広流
光広は寛永の三筆とほぼ同時期に活躍した書人で、その書は寛永の三筆とならび称される。ただし、光広の書はその後の人々が習うことがなかったため書流とはなり得えず、光悦流に含められることがほとんどである。しかし、筆跡研究家の渡部清はそのユニークな書に対し、著書『影印 日本の書流』の中で、あえて「光広流」の章を設けている。
光広の書は非常に個性が強く、形の上から極めて捉えにくいところがあり、手本となりにくいものであるため、寛永の三筆の書のように人々に流行することがなかった。光広は多才多芸で非常に器用なため、あるときは定家流、あるときは光悦流で書くことがあったが、決してそれにのめり込んでしまうことなく、根本には光広の書がしっかりと根を下ろしていた。その書風は、持明院流 - 定家流 - 光悦流 - 光広流と変遷したと考えられる。

### 光広と古筆
光広は古筆の鑑識にも長けており、古筆鑑定を業とした古筆家の初代・古筆了佐が豊臣秀次から古筆姓を給わったのは光広の斡旋によるものであったといわれる。はじめ了佐と光広の関係は歌を通してのものであったが、後に了佐は光広から古筆の鑑定も学んだ。

## 逸話
- 寛永3年（1626年）勅使として江戸にいた光広は平将門の伝説を知り、帰京して天皇に「将門は朝敵に非ず」と奏上。これにより、将門は朝敵の汚名を返上した。
- 江戸滞在中、屋敷の留守をしていた雑掌が庭の蔵を取り壊して、中の宝を家中の者に分け与えてしまったが、帰京した光広はこれに対して何も言わなかった[7]。
- 光広は「当世にうつけ者が2人いる」として、「沢庵は歌の名人であるのに、身の丈を知らず、我らに添削を頼まれる。これが1人のうつけである。我らも自分の丈を顧みずに、沢庵の歌を直す。これもまた大きなうつけである」と話したという[8]。
- 光広は屋敷の前を通る牛飼を事あるごとに止め、その牛を雇って遊廓に通っていた。しかも、車の上に毛氈を敷き、酒肴を設けて自若として通っていたという[9]。

## 略譜
| 和暦     | 西暦   | 月日     | 事柄                                           |
| -------- | ------ | -------- | ---------------------------------------------- |
| 天正7年  | 1579年 |          | 生誕。                                         |
| 天正9年  | 1581年 | 1月5日   | 従五位下に叙位。                               |
| 天正11年 | 1583年 | 11月12日 | 元服、昇殿禁色。侍従に任官、従五位上に昇叙。   |
| 天正14年 | 1586年 | 1月6日   | 正五位下に昇叙。                               |
| 天正17年 | 1589年 | 3月30日  | 右少弁に転任。                                 |
| 文禄3年  | 1594年 | 8月19日  | 左少弁に遷任。                                 |
| 文禄3年  | 1594年 | 11月20日 | 豊臣秀吉によって、摂津上牧の地を宛行われる。   |
| 文禄4年  | 1595年 | 11月10日 | 正五位上に昇叙。蔵人に補任。                   |
| 慶長4年  | 1599年 | 11月16日 | 左中弁に遷任。                                 |
| 慶長4年  | 1599年 | 12月11日 | 従四位下に昇叙。蔵人頭に遷任。                 |
| 慶長4年  | 1599年 | 12月26日 | 従四位上に昇叙。                               |
| 慶長5年  | 1600年 | 1月5日   | 正四位下に昇叙。                               |
| 慶長5年  | 1600年 | 2月10日  | 正四位上に昇叙。                               |
| 慶長6年  | 1601年 | 3月19日  | 左宮城使に補任。                               |
| 慶長9年  | 1604年 | 8月1日   | 右大弁に遷任。                                 |
| 慶長11年 | 1606年 | 1月11日  | 参議に補任。右大弁如元。                       |
| 慶長13年 | 1608年 | 1月6日   | 従三位に昇叙。                                 |
| 慶長14年 | 1609年 | 1月9日   | 左大弁に遷任。                                 |
| 慶長14年 | 1609年 | 7月4日   | 勅勘を蒙る（猪熊事件）。                       |
| 慶長16年 | 1611年 | 4月1日   | 勅免され、参議・左大弁に還任。                 |
| 慶長17年 | 1612年 | 1月11日  | 権中納言に転任。                               |
| 慶長18年 | 1613年 | 1月6日   | 正三位に昇叙。                                 |
| 元和2年  | 1616年 | 2月13日  | 権大納言に転任。                               |
| 元和3年  | 1617年 | 1月6日   | 従二位に昇叙。                                 |
| 元和6年  | 1620年 | 1月5日   | 正二位に昇叙。                                 |
| 寛永2年  | 1625年 | 3月17日  | 春日祭上卿に補任。                             |
| 寛永2年  | 1625年 | 8月14日  | 後水尾天皇に対して、『伊勢物語』の進講を行う。 |
| 寛永4年  | 1627年 | 9月29日  | 賀茂伝奏に補任。                               |
| 寛永11年 | 1634年 |          | 木下貞幹作の「太平頌」を上皇に献上。           |
| 寛永14年 | 1637年 | 11月7日  | 再び春日祭上卿に補任。                         |
| 寛永15年 | 1638年 | 7月13日  | 薨去。享年60。                                 |

## 系譜
- 父：烏丸光宣（1549-1611）
- 母：不詳
- 正室：結城鶴子（?-1621） - 蓮乗院、 結城晴朝養女、 江戸重通娘
  - 男子：（早世）
- 継室：村上頼勝娘
  - 男子：光賢（1600-1638）
- 家女房
  - 男子：勘解由小路資忠（1632-1679） - 子孫は勘解由小路家
- 生母不明：
  - 男子：六角広賢（?-1658） - 子孫は六角家
  - 男子：親広
  - 女子：梅小路局（1624-1709）
  - 女子：西光寺照貞室
  - 女子：後水尾天皇女二宮上臈

嫡男である中納言・烏丸光賢は細川忠興娘・まんと結婚。また、光賢の娘・ややは従兄の熊本藩主・細川光尚に嫁しており、烏丸家と細川氏の縁戚関係は深い。

## 登場する作品
- 吉川英治『宮本武蔵』では侠気に通じた人物として描かれ、しばしば関連する時代劇作品にも登場する。
- 深作欣二監督作品『柳生一族の陰謀』に登場する烏丸少将文麿のモデルとしても知られる。
- 村松友視『烏丸ものがたり』河出書房、1993年、ISBN 4-309-00837-2
- 葵 徳川三代 NHK、2000年

## 関連作品
- 宮本武蔵 一乗寺決闘（1942年、日活） - 演：大国一公
- 宮本武蔵（1984年、NHK新大型時代劇） - 演：中島久之
- 宮本武蔵（1990年、テレビ東京） - 演：柳川清
- 宮本武蔵（2001年、テレビ東京） - 演：大杉漣
  - 上記三作品は、吉川英治の小説を原作としている。
- 春の坂道（1971年、NHK大河ドラマ） - 演：菅野忠彦
- 葵 徳川三代（2000年、NHK大河ドラマ） - 演：吉見一豊